# Refuge d'Estom
 (février 2025).
Si vous disposez d'ouvrages ou d'articles de référence ou si vous connaissez des sites web de qualité traitant du thème abordé ici, merci de compléter l'article en donnant les références utiles à sa vérifiabilité et en les liant à la section « Notes et références ».
 (février 2025).
Motif : ce n'est pas parce qu'un refuge existe qu'il devient de fait un sujet pour une encyclopédie. Absence de sources secondaires indépendantes pérennes et de qualité centrées sur ce refuge
- Archive Wikiwix
- Bing
- Cairn
- DuckDuckGo
- E. Universalis
- Gallica
- Google
- G. Books
- G. News
- G. Scholar
- Persée
- Qwant
- (zh) Baidu
- (ru) Yandex
- (wd) trouver des œuvres sur Wikidata

| 1. | Préciser le motif de la pose du bandeau. | Précisez le motif de la pose du bandeau en utilisant la syntaxe suivante : {{admissibilité à vérifier\|date=mars 2025\|motif=remplacez ce texte par le motif}}                      |
| 2. | Informer les utilisateurs concernés.     | Pensez à avertir le créateur de l'article, par exemple, en insérant le code ci-dessous sur sa page de discussion : {{subst:avertissement admissibilité à vérifier\|Refuge d'Estom}} |

Le refuge d'Estom ou refuge du lac d'Estom est un refuge de montagne situé à 1 800 m d'altitude dans la vallée de Lutour, dépendant administrativement de la commune de Cauterets dans le département des Hautes-Pyrénées en région Occitanie.

## Toponymie
Son nom vient du nom du lac qui le borde. Estom provient d'« eth soum », « le sommet » en patois, mais déformé progressivement pour faciliter la prononciation.

## Histoire
Un édifice de petites proportions est construit vers 1888 afin d’accueillir les promeneurs visitant le lac d'Estom. Ce refuge de montagne est propriété de la commission syndicale de la Vallée de Saint-Savin.
Une hôtellerie est édifiée en 1893, remaniée entre 1922 et 1924. En 1923, le petit bâtiment fait l’objet de transformations par l’architecte Jules-Antoine Noutary.

## Caractéristiques et informations
Le refuge est ouvert de fin mai à début octobre en continu. Il est situé au cœur du parc national des Pyrénées. Le bâtiment de construction s'étend sur un plan rectangulaire en rez-de-chaussée avec un petit pavillon couvert au nord.

## Accès
Le refuge est accessible depuis Cauterets par la route départementale D 920 qui mène au Pont d'Espagne. Après le lieu-dit de La Raillère prendre un chemin, qui longe le gave de Lutour, jusqu'au parking de l'hôtellerie de la Fruitière dans la vallée de Lutour et prendre le sentier en direction du lac d'Estom.

## Ascensions
Au départ du refuge dans la vallée de Lutour, on peut rejoindre les lacs d'Estibe Aute, vers Estom Soubiran ou certain sommets des Hautes-Pyrénées.
Il permet de rejoindre la vallée d'Ossoue tout au sud de la vallée par le col de Labas ou le col d'Estom Soubiran.